# Yoshida Mitsuyoshi
Yoshida Mitsuyoshi (吉田 光由, 1598 – January 8, 1672), também conhecido como Yoshida Kōyū, foi um matemático japonês do Período Edo.  Sua popularidade e consideravelmente seus trabalhos o fizeram ser o melhor escritor sobre matemática durante sua vida.

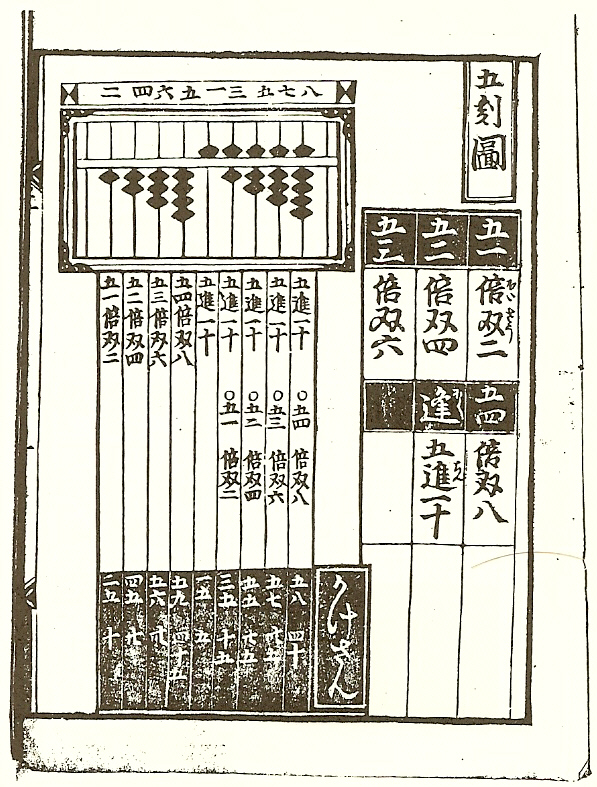
O soroban no Jinkōki de Yoshida Kōyū, edição de 1641

Ele foi aluno de Kambei Mori (também conhecido como Mōri Shigeyoshi ). Junto com Imamura Chishō e Takahara Kisshu, Yoshida ficou conhecido por seus contemporâneos como um dos "Três Aritméticos".
Yoshida foi o autor do texto mais antigo matemático japonês sobrevivente. Que é a obra de 1627 foi chamada de Jinkōki . O trabalho abordou o tema da aritmética soroban, incluindo operações de raiz quadrada e cúbica.

## Trabalhos selecionados
Em uma visão geral estatística derivada de escritos de e sobre Yoshida Mitsuyoshi, a OCLC / WorldCat abrange aproximadamente mais de 20 obras em mais de 30 publicações em 1 idioma e mais de 40 acervos de bibliotecas.
- 1643 — Jinkōki (塵劫記) , OCLC 22023455088
- 1659 — Shinpen Jinkōki (新編塵劫記) , OCLC 22057549632
- 1818 — Sanpō chiedakara (筭法智惠寳) , OCLC 22057124215
- 1850 —  Chikamichi Jinkōki (近道塵劫記) , OCLC 22055982082